# Josip Brekalo
Josip Brekalo (Zagreb, 23. lipnja 1998.) hrvatski je nogometaš i nogometni reprezentativac koji igra na poziciji lijevog krila. Trenutačno igra za turski klub Kasımpaşa.

## Klupska karijera

### Dinamo Zagreb
Josip Brekalo završio je akademiju zagrebačkog Dinama. Za drugu momčad Dinama debitirao je 14. kolovoza 2015. kada je Hrvatski dragovoljac u utakmici 2. HNL poražen 4:0. Za prvu momčad debitirao je 19. prosinca 2015. u utakmici 1. HNL protiv Intera Zaprešić kojeg je Dinamo dobio s minimalnih 1:0. U Hrvatskom nogometnom kupu debitirao je 10. veljače 2016. u četvrtfinalnoj utakmici protiv istog protivnika kojeg je Dinamo pobijedio 0:1. Svoj jedini gol za klub postigao je u uzvratnoj polufinalnoj utakmici Hrvatskog nogometnog kupa protiv splitskog Hajduka koji je poražen 4:0.

### Wolfsburg
Dana 15. svibnja 2016. potpisao je za njemački Wolfsburg. Dinamo je na tom transferu zaradio 10 milijuna eura. Za Wolfsburg je debitirao 10. rujna u utakmici Bundeslige protiv Kölna koja je završila bez golova. Za drugu momčad kluba debitirao je 18. studenog u utakmici Regionallige Nord u kojoj je druga momčad Eintracht Braunschweiga poražena 2:1.

### Stuttgart (posudba)
Dana 31. siječnja 2017. Brekalo je poslan na posudbu do kraja sezone u njemački drugoligaški klub Stuttgart. U slučaju da Stuttgart na kraju sezone ostvari plasman u Bundesligu, Brekalova posudba automatski bi bila produljena do 30. lipnja 2018. Za Stuttgart je debitirao 6. veljače 2017. kada je Stuttgart u utakmici 2. Bundeslige pobijedio Fortunu Düsseldorf 2:0. U svojoj idućoj utakmici za klub, odigranoj 17. veljače 2017. protiv Heidenheima, Brekalo je postigao svoj prvi gol za klub. Stuttgart je na kraju sezone osvojio 2. Bundesligu te promociju u Bundesligu, stoga je Brekalova posudba automatski produljena do 30. lipnja 2018. U svojem debiju u DFB-Pokalu odigranom 13. kolovoza protiv Energieja Cottbus kojeg je Stuttgart dobio 4:3 na penale, prije kojih je rezultat bio 2:2, Brekalo je postigao gol u regularnom dijelu utakmice te je bio uspješan pri izvođenju penala. Šest dana kasnije ostvario je svoj klupski debi u Bundesligi u kojem je Stuttgart izgubio 2:0 od Herthe Berlin. Svoj jedini gol za klub u tom natjecanju postigao je 17. studenog kada je Stuttgart pobijedio Borussiju Dortmund 2:1. Brekalo se s posudbe vratio u Wolfsburg 1. siječnja 2018. godine.

### Povratak s posudbe
Svoj prvi gol za Wolfsburg postigao je 23. veljače 2018. protiv Mainza u ligaškoj utakmici koja je završila 1:1. U DFB-Pokalu debitirao je 18. kolovoza kada je Elversberg izgubio 0:1. Svoj prvi gol u tom natjecanju postigao je u produžetcima utakmice protiv Halleschera kojeg je Wolfsburg dobio 3:5. U svojoj debitantskoj utakmici u UEFA Europskoj ligi odigranoj 19. rujna 2019. protiv Oleksandrije koju je Wolfsburg dobio 3:1, Brekalo je postigao jedan gol i asistenciju. Svoj prvi hat-trick za klub postigao je 8. svibnja 2021. protiv Union Berlina koji je poražen 3:0.

### Torino (posudba)
Dana 31. kolovoza 2021. posuđen je Torinu za milijun eura. Za klub je debitirao 17. rujna u ligaškoj utakmici protiv Sassuola koji je tu utakmicu izgubio s minimalnih 0:1. Svoj prvi gol za klub postigao je 27. rujna protiv Venezije s kojim je Torino igrao 1:1. Dana 10. siječnja 2022. postigao je dva gola u ligaškom susretu protiv Fiorentine koji je završio 4:0.

### Fiorentina
Brekalo je 28. siječnja 2023. prešao iz Wolfsburga u Fiorentinu. S Fiorentinom je potpisao petogodišnji ugovor. Za Fiorentinu je debitirao 5. ožujka u utakmici Serie A u kojoj je Fiorentina izgubila 1:2 od Bologne. S Fiorentinom je osvojio drugo mjesto u UEFA Europskoj konferencijskoj ligi 2022./23. Prvi pogodak za Fiorentinu postigao je 8. listopada u ligaškoj utakmici protiv Napolija koji je izgubio 1:3.

### Hajduk Split (posudba)
Dana 29. siječnja 2024. posuđen je splitskom Hajduku do kraja sezone za iznos od 100 tisuća eura uz potencijalnih 100 tisuća eura u slučaju da Hajduk osvoji naslov prvaka. Nekoliko dana ranije bio je blizu prelaska u Dinamo Zagreb. Za Hajduk je debitirao 3. veljače protiv Osijeka u utakmici HNL-a koja je završila 1:1. Klupski prvijenac postigao je osam dana kasnije kada je Slaven Belupo izgubio 4:0 u HNL-u.

### Kasımpaşa
Prešao je u turski klub Kasımpaşa 6. rujna 2024.

## Reprezentativna karijera
Tijekom svoje omladinske karijere nastupao je za sve selekcije Hrvatske od 14 do 21 godine, osim one do 20 godina. Sa selekcijom do 17 godina nastupao je na Europskom prvenstvu 2015. i Svjetskom prvenstvu 2015., sa selekcijom do 19 godina na Europskom prvenstvu 2016., a sa selekcijom do 21 godine na Europskom prvenstvu 2019.
Za A selekciju hrvatske nogometne reprezentacije debitirao je 15. studenoga 2018. u utakmici UEFA Lige nacija protiv Španjolske koju je Hrvatska pobijedila 3:2. Svoj prvi gol za A selekciju postigao je 8. rujna 2020. u istom natjecanju i to protiv Francuske od koje je Hrvatska izgubila rezultatom 4:2.

## Osobni život
Josip Brekalo podrijetlom je iz Dervente, a njegovi preci su iz Širokoga Brijega.
Brekalov otac Ante (nadimak mu je Šargija) bivši je nogometaš koji je nastupao za omladinske selekcije bosanskohercegovačke nogometne reprezentacije. Svoju karijeru završio je kao 21-godišnjak kada je bio ranjen na bojištu.
Dana 2. lipnja 2021. Josip Brekalo i Dominika Kralj postali su roditelji kćerkice Nike. Dana 17. srpnja Josip Brekalo se u Zagrebu oženio Dominikom Kralj.

## Statistika

### Klupska statistika
Zadnji put ažurirano 17. rujna 2021.
| Klub                    | Sezona               | Liga                 | Liga    | Liga   | Kup     | Kup    | Europa  | Europa | Sveukupno | Sveukupno |
| Klub                    | Sezona               | Liga                 | Nastupi | Golovi | Nastupi | Golovi | Nastupi | Golovi | Nastupi   | Golovi    |
| ----------------------- | -------------------- | -------------------- | ------- | ------ | ------- | ------ | ------- | ------ | --------- | --------- |
| Dinamo Zagreb II        | 2015./16.            | Druga HNL            | 9       | 0      | —       | —      | 5       | 3      | 14        | 3         |
| Dinamo Zagreb           | 2015./16.            | Prva HNL             | 8       | 0      | 3       | 1      | —       | —      | 11        | 1         |
| VfL Wolfsburg II        | 2016./17.            | Regionalliga Nord    | 2       | 0      | —       | —      | —       | —      | 2         | 0         |
| VfL Wolfsburg           | 2016./17.            | Bundesliga           | 4       | 0      | 0       | 0      | —       | —      | 4         | 0         |
| VfL Wolfsburg           | 2917./18.            | Bundesliga           | 15      | 4      | 0       | 0      | —       | —      | 15        | 4         |
| VfL Wolfsburg           | 2018./19.            | Bundesliga           | 25      | 3      | 2       | 0      | —       | —      | 27        | 3         |
| VfL Wolfsburg           | 2019./20.            | Bundesliga           | 30      | 3      | 2       | 1      | 8       | 3      | 40        | 7         |
| VfL Wolfsburg           | 2020./21.            | Bundesliga           | 29      | 7      | 2       | 0      | 2       | 0      | 33        | 7         |
| VfL Wolfsburg           | 2021./22.            | Bundesliga           | 1       | 0      | 1       | 1      | 0       | 0      | 2         | 1         |
| VfL Wolfsburg           | Sveukupno            | Sveukupno            | 104     | 17     | 7       | 2      | 10      | 3      | 121       | 22        |
| VfB Stuttgart (posudba) | 2016./17.            | 2. Bundesliga        | 11      | 1      | 0       | 0      | —       | —      | 11        | 1         |
| VfB Stuttgart (posudba) | 2017./18.            | Bundesliga           | 14      | 1      | 3       | 1      | —       | —      | 17        | 2         |
| VfB Stuttgart (posudba) | Sveukupno            | Sveukupno            | 25      | 2      | 3       | 1      | 0       | 0      | 28        | 3         |
| Torino (posudba)        | 2020./21.            | Serie A              | 1       | 0      | 0       | 0      | –       | –      | 1         | 0         |
| Sveukupno u karijeri    | Sveukupno u karijeri | Sveukupno u karijeri | 149     | 19     | 13      | 4      | 10      | 3      | 172       | 26        |

1. ↑  Uključuje Hrvatski nogometni kup i DFB-Pokal
2. ↑  Utakmice odigrane u UEFA Ligi mladih
3. 1 2  Utakmice odigrane u UEFA Europskoj ligi

### Reprezentativna statistika
Zadnji put ažurirano 28. lipnja 2021.
| Reprezentacija | Godina    | Odigrane utakmice | Golovi |
| -------------- | --------- | ----------------- | ------ |
| Hrvatska       | 2018.     | 2                 | 0      |
| Hrvatska       | 2019.     | 9                 | 0      |
| Hrvatska       | 2020.     | 8                 | 3      |
| Hrvatska       | 2021.     | 8                 | 1      |
| Sveukupno      | Sveukupno | 27                | 4      |

| #  | Datum              | Mjesto                                  | Nastup | Protivnik | Pogodak | Rezultat | Natjecanje                                |
| -- | ------------------ | --------------------------------------- | ------ | --------- | ------- | -------- | ----------------------------------------- |
| 1. | 8. rujna 2020.     | Stade de France, Saint-Denis, Francuska | 13.    | Francuska | 2:2     | 2:4      | UEFA Liga nacija 2020./21. – Liga A       |
| 2. | 7. listopada 2020. | Kybunpark, St. Gallen, Švicarska        | 14.    | Švicarska | 1:1     | 2:1      | Prijateljska utakmica                     |
| 3. | 11. studenog 2020. | Vodafone Park, Carigrad, Turska         | 17.    | Turska    | 3:2     | 3:3      | Prijateljska utakmica                     |
| 4. | 30. ožujka 2021.   | Stadion Rujevica, Rijeka, Hrvatska      | 22.    | Malta     | 3:0     | 3:0      | Kvalifikacije za Svjetsko prvenstvo 2022. |

## Priznanja

### Klupska
Dinamo Zagreb
- 1. HNL (1): 2015./16.
- Hrvatski nogometni kup (1): 2015./16.

VfB Stuttgart
- 2. Bundesliga (1): 2016./17.

Fiorentina
- UEFA Europska konferencijska liga (finalist) (1): 2022./23.

## Vanjske poveznice
- Josip Brekalo, Hrvatski nogometni savez
- Josip Brekalo, National-Football-Teams.com‎ (engl.)
- Josip Brekalo, Statistike hrvatskog nogometa
- Josip Brekalo, Transfermarkt (engl.)